# Division nationale (Schach) 2003/04
Die Division nationale (Schach) 2003/04 war die höchste Spielklasse der luxemburgischen Mannschaftsmeisterschaft im Schach.
Meister wurde Cercle d'échecs Dudelange, das den punktgleichen Le Cavalier Differdange nur durch den direkten Vergleich auf den zweiten Platz verwies. Der Titelverteidiger Gambit Bonnevoie musste sich mit dem vierten Platz begnügen. Aus der Promotion d'honneur waren der Schachklub Nordstad und die zweite Mannschaft von Cercle d'échecs Dudelange aufgestiegen, des Weiteren hatten sich Le Cavalier Belvaux und Cercle d'échecs Matt Schifflange zum Schachklub Turm a Sprénger Matt Schëffleng zusammengeschlossen, der somit zwei Mannschaften in der Division nationale stellte. Absteigen mussten die zweiten Mannschaften von Dudelange und Schëffleng. Zu den gemeldeten Mannschaftskadern siehe Mannschaftskader der Division nationale (Schach) 2003/04.

## Modus
Das Turnier war unterteilt in eine Vorrunde und eine Endrunde. Die acht teilnehmenden Mannschaften spielten zunächst ein einfaches Rundenturnier. Die ersten Vier spielten im Poule Haute um den Titel, die letzten vier im Poule Basse gegen den Abstieg. Über die Platzierung entschied zunächst die Summe der Mannschaftspunkte (2 Punkte für einen Sieg, 1 Punkt für ein Unentschieden, 0 Punkte für eine Niederlage), anschließend die Zahl der Brettpunkte (3 Punkt für einen Sieg, 2 Punkte für ein Remis, 1 Punkt für eine  Niederlage, 0 Punkte für eine kampflose Niederlage). Für die Endplatzierung wurden sowohl die Punkte aus der Vorrunde als auch die Punkte aus der Endrunde berücksichtigt.

## Spieltermine
Die Wettkämpfe wurden ausgetragen am 9., 16. und 30. November, 14. Dezember 2003, 11. und 25. Januar, 8. und 29. Februar, 14. und 28. März 2004.

## Vorrunde
Wie in den Vorjahren qualifizierten sich Gambit Bonnevoie, Le Cavalier Differdange, Cercle d'échecs Dudelange und De Sprénger Echternach für den Poule Haute.

### Abschlusstabelle
| Pl. | Verein                                                    | Sp | G | U | V | MP   | Brett-P. |
| --- | --------------------------------------------------------- | -- | - | - | - | ---- | -------- |
| 01. | Le Cavalier Differdange                                   | 7  | 6 | 1 | 0 | 13:1 | 135      |
| 02. | Cercle d'échecs Dudelange I. Mannschaft                   | 7  | 5 | 1 | 1 | 11:3 | 127      |
| 03. | De Sprénger Echternach                                    | 7  | 5 | 0 | 2 | 10:4 | 126      |
| 04. | Gambit Bonnevoie (M)                                      | 7  | 4 | 0 | 3 | 8:6  | 122      |
| 05. | Schachklub Nordstad (N)                                   | 7  | 3 | 1 | 3 | 7:7  | 111      |
| 06. | Schachklub Turm a Sprénger Matt Schëffleng I. Mannschaft  | 7  | 2 | 1 | 4 | 5:9  | 105      |
| 07. | Cercle d'échecs Dudelange II. Mannschaft (N)              | 7  | 1 | 0 | 6 | 2:12 | 95       |
| 08. | Schachklub Turm a Sprénger Matt Schëffleng II. Mannschaft | 7  | 0 | 0 | 7 | 0:14 | 74       |

### Entscheidungen
|     | Teilnehmer am Poule Haute: Le Cavalier Differdange, Cercle d'échecs Dudelange I. Mannschaft, De Sprénger Echternach, Gambit Bonnevoie                                                                         |
|     | Teilnehmer am Poule Basse: Schachklub Nordstad, Schachklub Turm a Sprénger Matt Schëffleng I. Mannschaft, Cercle d'échecs Dudelange II. Mannschaft, Schachklub Turm a Sprénger Matt Schëffleng II. Mannschaft |
| (M) | Meister der letzten Saison |
| (N) | Aufsteiger der letzten Saison |

### Kreuztabelle
| Ergebnisse | Ergebnisse                                                | 01. | 02. | 03. | 04. | 05. | 06. | 07. | 08. |
| ---------- | --------------------------------------------------------- | --- | --- | --- | --- | --- | --- | --- | --- |
| 01.        | Le Cavalier Differdange                                   |     | 18  | 18  | 19  | 16  | 22  | 19  | 23  |
| 02.        | Cercle d'échecs Dudelange I. Mannschaft                   | 14  |     | 21  | 17  | 17  | 16  | 19  | 23  |
| 03.        | De Sprénger Echternach                                    | 14  | 11  |     | 17  | 19  | 21  | 21  | 23  |
| 04.        | Gambit Bonnevoie                                          | 13  | 15  | 15  |     | 20  | 17  | 20  | 22  |
| 05.        | Schachklub Nordstad                                       | 16  | 15  | 13  | 12  |     | 19  | 18  | 18  |
| 06.        | Schachklub Turm a Sprénger Matt Schëffleng I. Mannschaft  | 10  | 16  | 11  | 15  | 13  |     | 19  | 21  |
| 07.        | Cercle d'échecs Dudelange II. Mannschaft                  | 13  | 13  | 11  | 12  | 14  | 13  |     | 19  |
| 08.        | Schachklub Turm a Sprénger Matt Schëffleng II. Mannschaft | 9   | 9   | 9   | 9   | 14  | 11  | 13  |     |

## Endrunde

### Poule Haute
Differdange ging mit zwei Mannschaftspunkten und acht Brettpunkten Vorsprung auf Dudelange in die Endrunde und hatte damit die besten Chancen, die Nachfolge von Bonnevoie anzutreten. Nachdem sowohl Differdange als auch Dudelange die erste Runde gewannen, siegte Dudelange im direkten Vergleich mit 19:13 und verkürzte damit den Rückstand auf zwei Brettpunkte. In der letzten Runde egalisierte Dudelange den Rückstand, so dass der direkte Vergleich über den Titel entschied. Der 13:19-Niederlage in der Endrunde konnte Differdange nur ein 18:14 in der Vorrunde entgegenhalten, so dass Dudelange neuer Meister wurde.

#### Abschlusstabelle
| Pl. | Verein                                  | Sp | G | U | V | MP   | Brett-P. |
| --- | --------------------------------------- | -- | - | - | - | ---- | -------- |
| 01. | Cercle d'échecs Dudelange I. Mannschaft | 10 | 8 | 1 | 1 | 17:3 | 189      |
| 02. | Le Cavalier Differdange                 | 10 | 8 | 1 | 1 | 17:3 | 189      |
| 03. | De Sprénger Echternach                  | 10 | 6 | 0 | 4 | 12:8 | 168      |
| 04. | Gambit Bonnevoie (M)                    | 10 | 4 | 0 | 6 | 8:12 | 155      |

#### Entscheidungen
|     | Luxemburgischer Meister: Cercle d'échecs Dudelange I. Mannschaft |
| (M) | Meister der letzten Saison                                       |

#### Kreuztabelle
| Ergebnisse | Ergebnisse                              | 01. | 02. | 03. | 04. |
| ---------- | --------------------------------------- | --- | --- | --- | --- |
| 01.        | Cercle d'échecs Dudelange I. Mannschaft |     | 19  | 20  | 23  |
| 02.        | Le Cavalier Differdange                 | 13  |     | 21  | 20  |
| 03.        | De Sprénger Echternach                  | 12  | 11  |     | 19  |
| 04.        | Gambit Bonnevoie                        | 9   | 12  | 12  |     |

### Poule Basse
Während die zweite Mannschaft von Schëffleng schon zwei Runden vor Schluss als Absteiger feststand, fiel die Entscheidung über den zweiten Absteiger erst in der letzten Runde. Mit einem hohen Sieg hätte sich Dudelanges zweite Mannschaft noch retten können, allerdings verlor diese und stieg damit ab.

#### Abschlusstabelle
| Pl. | Verein                                                    | Sp | G | U | V  | MP    | Brett-P. |
| --- | --------------------------------------------------------- | -- | - | - | -- | ----- | -------- |
| 05. | Schachklub Nordstad (N)                                   | 10 | 4 | 2 | 4  | 10:10 | 161      |
| 06. | Schachklub Turm a Sprénger Matt Schëffleng I. Mannschaft  | 10 | 4 | 2 | 4  | 10:10 | 161      |
| 07. | Cercle d'échecs Dudelange II. Mannschaft (N)              | 10 | 3 | 0 | 7  | 6:14  | 144      |
| 08. | Schachklub Turm a Sprénger Matt Schëffleng II. Mannschaft | 10 | 0 | 0 | 10 | 0:20  | 108      |

#### Entscheidungen
|     | Absteiger in die Promotion d'honneur: Cercle d'échecs Dudelange II. Mannschaft, Schachklub Turm a Sprénger Matt Schëffleng II. Mannschaft |
| (N) | Aufsteiger der letzten Saison |

#### Kreuztabelle
| Ergebnisse | Ergebnisse                                                | 05. | 06. | 07. | 08. |
| ---------- | --------------------------------------------------------- | --- | --- | --- | --- |
| 05.        | Schachklub Nordstad                                       |     | 16  | 13  | 21  |
| 06.        | Schachklub Turm a Sprénger Matt Schëffleng I. Mannschaft  | 16  |     | 20  | 20  |
| 07.        | Cercle d'échecs Dudelange II. Mannschaft                  | 19  | 12  |     | 18  |
| 08.        | Schachklub Turm a Sprénger Matt Schëffleng II. Mannschaft | 8   | 12  | 14  |     |

## Die Meistermannschaft
| 1.            | Cercle d'échecs Dudelange |
| Schachfiguren | Fred Berend, Mustapha Nezar, Elvira Berend, Robert Ackermann, Hubert Mossong, Olivier Pucher, Bernard Simon, Fränk Riva, Anthony Wirig, Oliver Niklasch, Lucien Gaspar, Alain Schartz, Udo Osieka, Toni Sandmeier, Helge Poulsen, Jean Guidoreni, Fernand Rasquin, Thomas Hisler, Jean Schammo, Théid Klauner. |